# James Millingen
James Millingen, född den 18 januari 1774, död den 1 oktober 1845 i Florens, var en engelsk arkeolog och numismatiker. Han var bror till John Gideon Millingen och far till Julius Michael Millingen.
Millingen kom 1790 till Paris, där han fick anställning vid myntverket, grundade en bankiraffär, gjorde konkurs och begav sig till Italien, där han utbildade sig till en av sin tids främsta kännare av mynt och fornsaker. Han utgav flera viktiga arbeten, som Peintures antiques et inédites de vases grecs (1813), Ancient coins of greek cities and kings (2 band, 1821–37) och Ancient unedited monuments of grecian art (2 band, 1822–26). Han avslutade även Aubin-Louis Millin de Grandmaisons "Histoire métallique de Napoléon".